# Сильвер, Беверли
Беверли Сильвер (англ. Beverly Judith Silver; р. 1957) — американская социолог, исследовательница труда и экономического развития. Профессор социологии в университете Джонса Хопкинса.

## Биография
Выросла в Детройте, в период интенсивной борьбы рабочего класса Принимала активное участие в профсоюзе сельскохозяйственных рабочих и кампании солидарности с Чили.
Обучалась в Барнард-колледже (бакалавр, экономика). Получила степень доктора философии в Бингемтоновском университете, где принимала участие в исследованиях Центра им. Фернана Броделя по изучению экономик, исторических систем и цивилизаций. Сотрудничала с такими учеными, как Джованни Арриги, Иммануил Валлерстайн, Теренс Хопкинс и сделала вклад в развитие школы мир-системного анализа.
В 2005 году монография «Силы труда» получила премию от Американской социологической Ассоциации.
Вдова Джованни Арриги.

## Публикации

### Монографии
- Silver, Beverly J.; «Forces of Labor: Workers' Movements and Globalization since 1870» (2003), and since translated into Chinese, Korean, German, Polish, Portuguese, Italian and Spanish.
- Silver, Beverly J. & Arrighi, Giovanni; «Chaos and Governance in the Modern World-System» (1999).
- Silver, Beverly J., Arrighi, Giovanni and Dubofsky, Melvyn, editors; «Labor Unrest in the World-Economy, 1870—1990», special issue of «Review» (Fernand Braudel Center), vol. 18, no. 1, Winter, 1995, pages 1–206.

### Научные статьи и разделы в книгах
- Arrighi, Giovanni; Silver Beverly J., Brewer, Benjamin D. Industrial Convergence and the Persistence of the North-South Income Divide: A Rejoinder // Studies in Comparative International Development, vol. 40, no. 1, 2005.
- Arrighi, Giovanni; Silver, Beverly J., Brewer, Benjamin D. Industrial Convergence, Globalization, and the Persistence of the North-South Divide // Studies in Comparative International Development, vol. 38, 1, Spring, 2003, 3-31
- Arrighi Giovanni, Silver, Beverly J. Capitalism and World (Dis)Order // Review of International Studies, 27, December, 2001, 961—983
- Silver, Beverly J. Labor Upsurges: From Detroit to Ulsan and Beyond // Critical Sociology, vol. 31, no. 3, pages 439—452, 2005.
- Silver, Beverly J. Labor, Globalization and World Politics // Critical Globalization Studies, edited by Richard Appelbaum and William Robinson, Routledge Press, 2005
- Silver, Beverly J. Labor, War and World Politics: Contemporary Dynamics in Historical Perspective // Labour and New Social Movements in a Globalizing World System, edited by Berthold Unfried, Marcel van der Linden and Christine Schindler (ITH, vol. 38), Akademische Verlagsanstalt, Leipzig, 2004
- Silver, Beverly J., Arrighi, Giovanni. Polanyi’s ‘Double Movement’: The Belle Époques of U.S. and British World Hegemony Compared // Politics and Society, June 2003
- Silver, Beverly J., Arrighi, Giovanni. Workers North and South" // Leo Panitch and Colin Leys, editors, Socialist Register 2001 (Theme: Working Classes, Global Realities). London: Merlin Press, 2000, 51-74
- Silver, Beverly J. Arbeiterbewegung, Globalisierung und Weltpolitik: Dynamik der Gegenwart in welthistorischer Sicht // Jahrbuch für Forschungen zur Geschichte der Arbeiterbewegung, No. I/2004 (German Language).

### Переводы
- Беверли Силвер. Силы труда: текущие изменения в мир-исторической перспективе // Спільне. — № 4, 2012: Классовая эксплуатация и классовая борьба.